# Az örök Ádám
Az Örök Ádám Michel Verne francia szerző futurisztikus és pesszimista novellája. A szerzőség kérdése sokáig vitás volt, sokáig Michel szándékának megfelelően Jules Verne művének vélték a L'Éternel Adam címmel a La Revue de Paris magazinban 1910. október 1-jén megjelent művet. Amelyet Michel Verne a Tegnap és holnap (Hier et demain) novella antológiájában több Jules Verne novella között is megjelentette 1910 decemberében.
A műre hatott Eugène Huzar (1820-1890) katasztrófa-forgatókönyve.

## Jules Verne vs. Michel Verne
Az író Jules Gabriel Verne-nek (1828-1905) egyetlen fia született, Michel Verne (1861-1925). Michel Verne-nek három fia volt: Michel (1885-1960), Georges (1886-1911) és Jean Jacques Jules (1892-1980). Georges-nak egy fia született, akit szintén Georges-nak hívtak. Ők a szerzőség kérdése során megemlített Verne családtagok. A mű munkacíme Édom volt a kéziratokban.
A novella szerzőségével kapcsolatban az első kétségeket Simone Vierne és Piero Gondolo della Riva fogalmazta meg, amikor 1970 júliusában lehetőséget kaptak a kézirat megtekintésére Toulonban Jean-Jules Verne-től. Az Édom címet viselő kézirat írásképét Simone Vierne torznak nevezte, ennek okaként a Vernét 1900 óta gyötrő szürkehályogot vélte.
Amikor Gondolo 1976-1977-ben Sèvres-ben megvette az összes gépelt kéziratot Pierre-Jules Hetzel leszármazottaitól, a gyűjtő észrevette, hogy a Thompson és Társa és az Édom hiányzik. Így Gondolo már 1978-ban  Michel Vernet tartotta az Édom szerzőjének. Michel és apja, valamint a Hetzel és Jules vagy Michel Verne közötti levelezésben a mű soha nem szerepel. Michel Verne apja kéziratait e célra készített dobozokban tárolta. Gondollo észrevétele szerint csak a Thompson és Társa és az Édom hiányzott.
Jean-Jules Verne 1980-ban bekövetkezett halála után az örökösök Nantes városának adták át az összes birtokukban lévő kéziratot, kivéve kettőt: a Thompson és Társát és az Édom-t A témáról Gondolo de la Riva kérdésre az író dédunokája, Georges Verne azt válaszolta, hogy nem akar ilyen értékes iratot átadni Nantes városának. De beleegyezett, hogy fénymásolat készüljön. Gondolo azonnal felismerte Michel kézírását. 
Az Édom címmel kapcsolatban számos cikk jelent meg. Olivier Dumas és Christian Porcq kutatók egyértelműen Michel Verne művének minősítették a novellát.
Michel Verne szerzőségét erősíti a Revue de Paris archívumából előkerült kézirat elemzése is, amelyen Michel kézírása mellett Louis Ganderax szerkesztő javításai is láthatók.
A vélhetően legátfogóbb Verne-weblap a novellát apokrif műnek tartja, azaz Michel Verne szerzőségét ismeri el.

## Tartalom
A novella filozófiai fejtegetés az élet keletkezéséről, értelméről és az elmúlásról. Egy több ezer év múlva játszódó történet köntösébe bújtatott szorongástörténet. Stílusa, történetvezetése határozottan elüt a Jules Verne-történetektől.
|  | Alább a cselekmény részletei következnek! |

Harsz-Iten-Su kitalált földjén, amelyet négy tenger vesz körül, egyetlen nép él, amelyet véres háborúk formáltak. Az ország történelmét lakói nem ismerik. A tudós Szofr-Aj-Szr tudományosan vizsgálja, kik ők, honnan származnak. Húszezer éven keresztül nyomon követheti az élet történetét. Csak az elmúlt nyolcezer évben létezett civilizációjuk. Ez idő alatt a felhalmozott tudás és a technológia tovább fejlődött. A történészek elégedettek az ős népcsoport történetével és az etnikai csoportok közötti viták kutatásával. Szofr-Aj-Szr azonban többet akar. A civilizáció és az élet valódi eredete érdekli. Kutatási területe az állatok tengerből szárazföldre lépése és ottani továbbfejlődésük.
Szofr-Aj-Szr ásatásokat végez, rálel egy alumíniumdobozra, amely ősi dokumentumot tartalmaz. A tekercsek olyan korból származnak, amikor még nem volt intelligens civilizáció. Szofr-Aj-Szr megfejti az írást, egy, a kétezres években Közép-Amerikában élő francia férfi naplója. A dokumentum világméretű katasztrófáról szól. A földet hatalmas áradás pusztította el. Alig néhány ember menekül meg egy kis, szinte lakhatatlan, kopár és elhagyatott szigeten. A túlélésért folytatott harchoz szükség van minden erejükre és szellemi képességükre. Évek után a népesség lassan növekszik. Az emberek minden erejükkel az alapvető életfunkciók biztosítására koncentrálnak, ösztönlényekké válnak.
Miután ezt elolvasta, Szofr-Aj-Szr kíváncsi arra, hogy az élet, civilizáció ciklikus-e. A talált történetben szereplő Hedom szóban felfedezi az Edem-et, az Edem-ről kideríti, hogy az az Ádám más alakja, az Ádám egy még ősibb szóból képződött. A szabadság, Edem és Ádám nem más, mint az első ember örök szimbóluma. Szofr-Aj-Szr így tisztázta az első ember érkezését világára. Pesszimista, és a történet azzal a felismeréssel zárul, hogy nyilván mindent elölről kell kezdeni.
|  | Itt a vége a cselekmény részletezésének! |

## Értékelés
„Az örök Ádám (L’Éternel Adam), melyet egy jegyzete kivételesen pesszimisztikus világnézet termékének mond. A szárazföld elsüllyed (olyanféleképpen. mint ahogy a Világfelfordulás szerzője kacérkodik vele), csak néhány mexikói tudós s néhány egyszerű tengerész menekül. Az új Noék a fölmerült Atlantiszon mindent elölről kezdenek, s évszázadok múlva egy tudósuk mereng el a dolgok örök újrakezdődésén. Érdekes a melomán Verne ábrándja arról a magyar orgonistáról, aki egy svájci falu orgonájának kijavítására vállalkozva a sípokba gyerekeket akar bujtatni, s az erőszakos lángész lenyűgöző varázsával akarja megoldani az eleven orgona problémáját.”

– Hankiss János

## Szereplők
- Szofr-Aj-Szr
- narrátor, az ősi irat szerzője
- Jean, a narrátor fia
- Germain, a narrátor inasa
- Modeste Simonat, a narrátor sofőrje
- George Raleigh, a narrátor kertésze
- Anna Raleigh, a kertész felesége
- Edith, a kertész lánya
- Mary, a kertész lánya
- Bathurst, orvos
- Moreno, orvos
- Williamson, halásztelep-tulajdonos
- Rowling, primőrtelep-tulajdonos
- Mendoza, bírósági elnök

## Érdekességek
- Michel osztja atyja antidarwinista (Város a levegőben), meggyőződéses katolikus véleményét. Szembesíti főszereplőjét azzal a feloldhatatlan konfliktussal, hogy a leszármazás részben bebizonyítható az állatvilágban és a növényvilágban, de az emberek más, alacsonyabb életformáktól való leszármazása nem bizonyítható. Akkor, hogy a teljes igazság birtokába jussunk, már csak az alábbi végső problémának a nyitját kell meglelnünk: "Ki és mi az ember, a világ ura? Honnan jön? Miféle ismeretlen célok felé hajtja fáradhatatlan törekvése?" A köznép természetfeletti erővel magyarázta a származást. Régen ez az erő, Ez a földöntúli hatalom egy napon a semmiből megteremtette Hedomot és Hivát, az első férfit és az első nőt, akiknek ivadékai benépesítették a Földet.

- ...aki úgy hal meg, hogy életében soha semmire nem határozza el magát, már-már súrolja az evilági tökéletességet.

- Mi sem egyszerűbb, mint isteni beavatkozással magyarázni, ami meghaladja értelmünket; ily módon fölöslegessé válik keresni a világegyetem talányainak megfejtését, hiszen a problémák megfogalmazásuk pillanatában meg is oldódnak.

## Magyar kiadások
- Az örök Ádám, fordító: Timár György, Gondolat, Budapest, 1973, ID 2050230064554 (A humbug, Híjj-zutty, Zakariás mester, Ox doktor hóbortos ötlete, A XXIX. században és Az örök Ádám)